# Table de Teschen
La table de Teschen, dite aussi table de Breteuil, est une table orfévrée de « bronze doré sur âme de bois » comportant 128 pierres précieuses dites « pierres dures » et médaillons en porcelaine de Meissen. Elle a été réalisée à la demande de Frédéric-Auguste III, prince-électeur de Saxe, par Johann Christian Neuber et offerte au baron de Breteuil en remerciement de son action dans la signature du traité de Teschen en 1779. Les 5 médaillons en porcelaine de Meissen, intégrés au plateau de la table, ont été exécutés en grisaille par le peintre Johann Eleazar Schenau.

## Acquisition par le Louvre
Cédée par la famille de Breteuil en 2014, l'œuvre est acquise en janvier 2015 par le musée du Louvre pour la somme de 12,5 millions d'euros, l'achat étant financé par une opération de mécénat. Exposée en avant-première dès juin 2015, elle a rejoint en 2016 la salle 616, au sein des salles du XVIIIe siècle du département des Objets d'art, au premier étage de l'aile Sully du musée du Louvre. Depuis début décembre 2017, elle est exposée dans la galerie du Temps du Louvre-Lens.